# Ambiente social
Ambiente social é qualquer conjunto de coisas, forças ou condições em relação e contato com os seres humanos, incluindo aí tanto a cultura material concreta (como construções e aparelhos tecnológicos), como características cuturais e estruturais abstratas dos sistemas sociais que determinam e moldam as formas como a vida social é exercida.
As pessoas moldam suas crenças ,valores e normas.absorvem inconscientemente uma visão de mundo que define o relacionamento consigo mesma, com os outros e com o universo. Devem entender a visão das pessoas sobre si mesma, os outros, a organização, a sociedade, a natureza e o universo;os produtos vendidos correspondem aos valores principais e secundários da sociedade e devem atender a necessidades de subculturas diferentes dentro da sociedade. 

Numa análise psicológica sobre a sua influência na decoração dos ambientes, a arrumação atende aspectos psicológicos que projetam os valores mais profundos de nosso inconsciente refletidos nessa decoração.
O ambiente precisa ser um local em que nós possamos estar bem consigo mesmo, pois  ele é fundamental para a formação e desenvolvimento do ser humano, para que assim pudessemos viver de forma tranquila e melhor.